# Gad Elmaleh
Gad Elmaleh (ur. 19 kwietnia 1971 w Casablance) – francuski aktor i komik marokańsko-żydowskiego pochodzenia.
Uczył się w szkole Georges Bizet i Lycée Lyautey w Casablance. W 1988 roku opuścił Casablancę i wyjechał do Montrealu. Został tam na 4 lata, przed rok studiując politologię, pracując w radio i pisząc zabawne sceny, które odgrywał w klubach. W 1992 zamieszkał w Paryżu.
Jest bratem Arié Elmaleh. Ze związku z francuską aktorką Anne Brochet (1998-2002), ma syna Noego, urodzonego 1 listopada 2000. Od stycznia 2012 związany był z Charlotte Casiraghi, członkinią monakijskiej rodziny książęcej, wnuczką księcia Rainiera III i siostrzenicą księcia Alberta II, młodszą od niego o piętnaście lat. 17 grudnia 2013 na świat przyszedł ich syn, Raphael.

## Wybrana filmografia
- 2006 - Miłość. Nie przeszkadzać! (Hors de prix)
- 2006 - Czyja to kochanka? (La Doublure)
- 2009 - Coco (także reżyser i scenarzysta)
- 2010 - Obława (La Rafle)
- 2011 - O północy w Paryżu
- 2012 - Żądza bankiera
- 2012 - Szczęście nigdy nie przychodzi samo (Un bonheur n'arrive jamais seul)